# 12 de julho
12 de julho é o 193.º dia do ano no calendário gregoriano (194.º em anos bissextos). Faltam 172 dias para acabar o ano.

## Eventos históricos

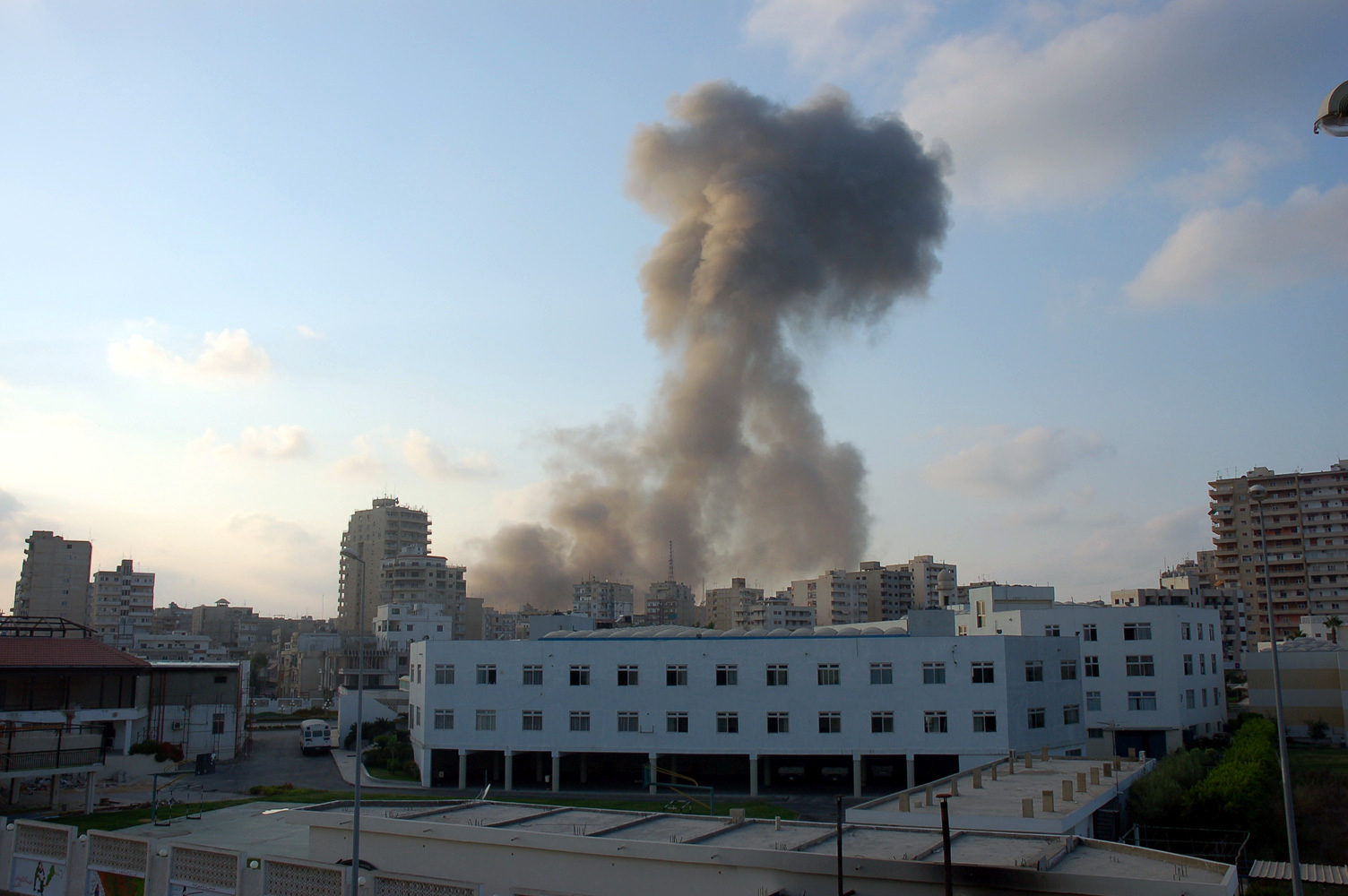
2006: Começa a Guerra do Líbano

- 0070 — Os exércitos de Tito atacam as muralhas de Jerusalém após um cerco de seis meses. Três dias depois, eles rompem as paredes, o que permite ao exército destruir o Segundo Templo.
- 0927 — O rei Constantino II da Escócia, o rei Hywel Dda de Deheubarth, Ealdred de Bamburgh e o rei Owain dos Cumbrians aceitaram a soberania do rei Æthelstan da Inglaterra, levando a sete anos de paz no norte.
- 1191 — Terceira Cruzada: a guarnição de Saladino se rende a Filipe Augusto, pondo fim ao cerco de dois anos de Acre.
- 1335 — O Papa Bento XII emite a bula papal Fulgens sicut stella matutina para reformar a Ordem Cisterciense.
- 1470 — Os otomanos capturam Eubéia.[1]
- 1488 — O oficial da Dinastia Joseon, Choe Bu, rretornou à Coreia após meses viajando pela China depois de um naufrágio.[2]
- 1493 — Publicada a Crônica de Nuremberg de Hartmann Schedel, um dos primeiros livros impressos mais bem documentados.
- 1543 — O rei Henrique VIII da Inglaterra se casa com sua sexta e última esposa, Catarina Parr, no Palácio de Hampton Court.[3]
- 1562 — Frei Diego de Landa, bispo interino de Yucatán, queima os ídolos sagrados e os livros dos maias.[4]
- 1576 — O Império Mogol anexa Bengala após derrotar o Sultanato de Bengala na Batalha de Rajmahal.[5]
- 1580 — É publicada a Bíblia Ostrog, uma das primeiras Bíblias impressas em língua eslava.
- 1776 — O capitão James Cook inicia sua terceira viagem.
- 1789 — Em resposta à demissão do ministro das finanças francês Jacques Necker, o jornalista radical Camille Desmoulins faz um discurso que resulta na tomada da Bastilha dois dias depois.
- 1799 — Ranjit Singh conquista Lahore e torna-se marajá do Punjab (Império Sique).
- 1790 — A Constituição Civil do Clero é aprovada na França pela Assembleia Nacional Constituinte.
- 1801 — Navios britânicos infligem grandes danos a navios espanhóis e franceses na Segunda Batalha de Algeciras.
- 1806 — Por insistência de Napoleão, Baviera, Baden, Württemberg e treze principados menores deixam o Sacro Império Romano e formam a Confederação do Reno.
- 1812 — O Exército Norte-Americano do Noroeste ocupa brevemente o assentamento do Alto Canadá no que hoje é Windsor, Ontário.[6]
- 1913 — A Segunda Revolução irrompe contra o governo de Beiyang, quando Li Liejun proclama Jiangxi independente da República da China.[7]
- 1918 — O encouraçado Kawachi, da Marinha Imperial Japonesa, explode em Shunan, oeste de Honshu, Japão, matando pelo menos 621 pessoas.
- 1920 — O Tratado de paz soviético-lituano é assinado, pelo qual a Rússia Soviética reconhece a independência da Lituânia.
- 1943 — Forças alemãs e soviéticas participam da Batalha de Prokhorovka, um dos maiores combates blindados de todos os tempos.
- 1948 — O primeiro-ministro israelense David Ben-Gurion ordena a expulsão dos palestinos das cidades de Lod e Ramla.
- 1961
  - O voo 511 da ČSA cai no aeroporto de Casablanca-Anfa, no Marrocos, matando 72.[8]
  - Inundações na cidade de Pune na Índia devido ao rompimento das barragens de Khadakwasla e Panshet, matando pelo menos duas mil pessoas.[9]
- 1975 — São Tomé e Príncipe declara independência de Portugal.
- 1979 — A nação insular de Kiribati se torna independente do Reino Unido.
- 1980 — Pelé é eleito atleta do século.
- 1982 — E.T. - O Extraterrestre, de Steven Spielberg, bate recorde de bilheteria ultrapassando os 100 milhões de dólares nos primeiros 31 dias de exibição.
- 1994 — Yasser Arafat assume a presidência da Autoridade Palestina em Jericó.
- 1995 — Sismólogos chineses preveem com sucesso o terremoto de 1995 em Mianmar-China, reduzindo o número de vítimas para 11.[10]
- 2001 — O ônibus espacial Atlantis é lançado na missão STS-104, levando o Quest Joint Airlock para a Estação Espacial Internacional.
- 2006 — Começa a Guerra do Líbano.
- 2007 — Helicópteros Apache do Exército dos Estados Unidos realizam ataques aéreos em Bagdá, no Iraque; filmagens do cockpit são posteriormente vazadas para a Internet.
- 2012
  - Guerra Civil Síria: as forças do governo alvejam as casas de rebeldes e ativistas em Tremseh e matam entre 68 e 150 pessoas.[11]
  - A explosão de um caminhão-tanque mata mais de 100 pessoas em Ocobie, na Nigéria.[12]
- 2013 — Seis pessoas morrem e 200 ficam feridas em um descarrilamento de trem de passageiros francês em Brétigny-sur-Orge.

## Nascimentos

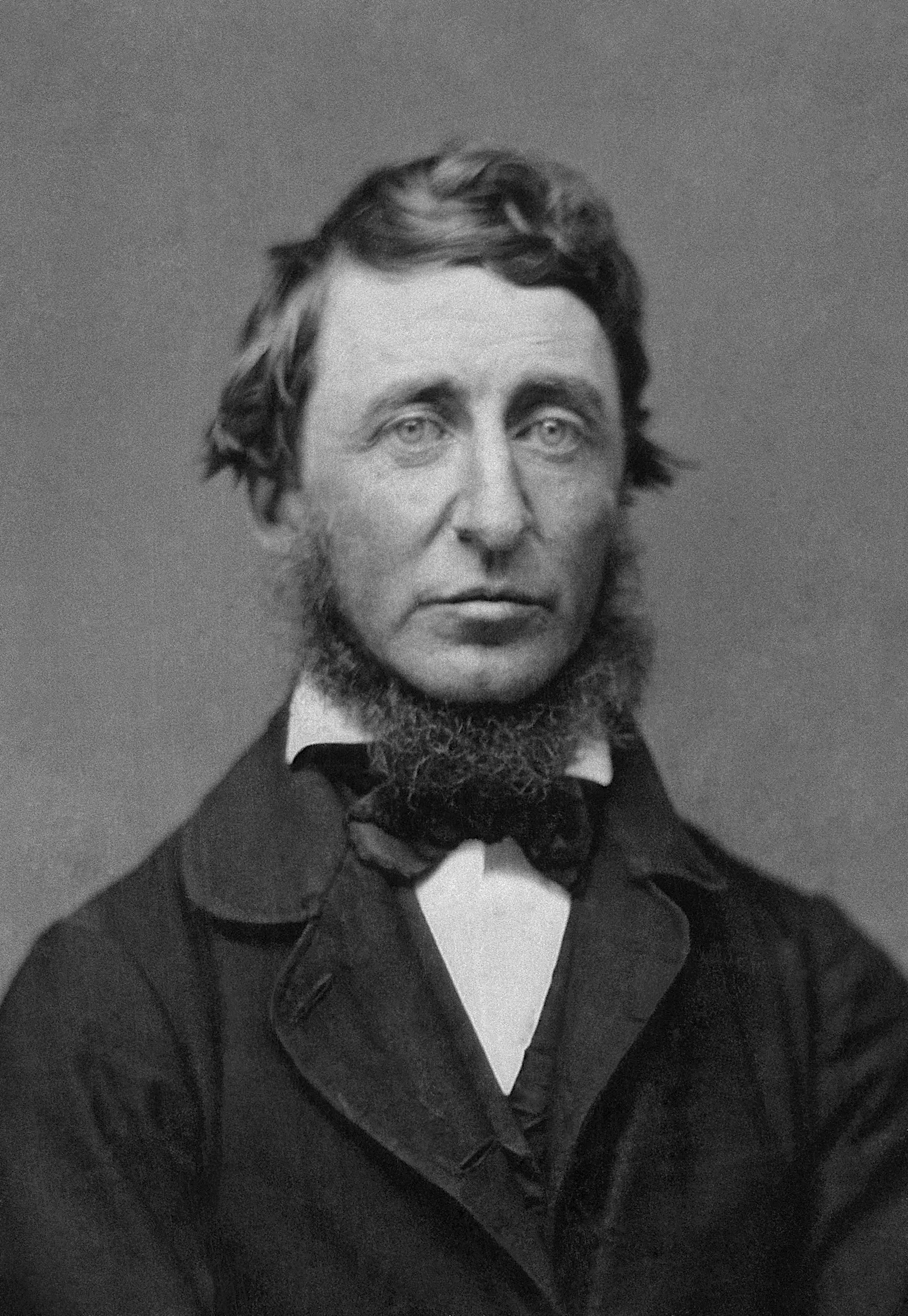
Henry David Thoreau

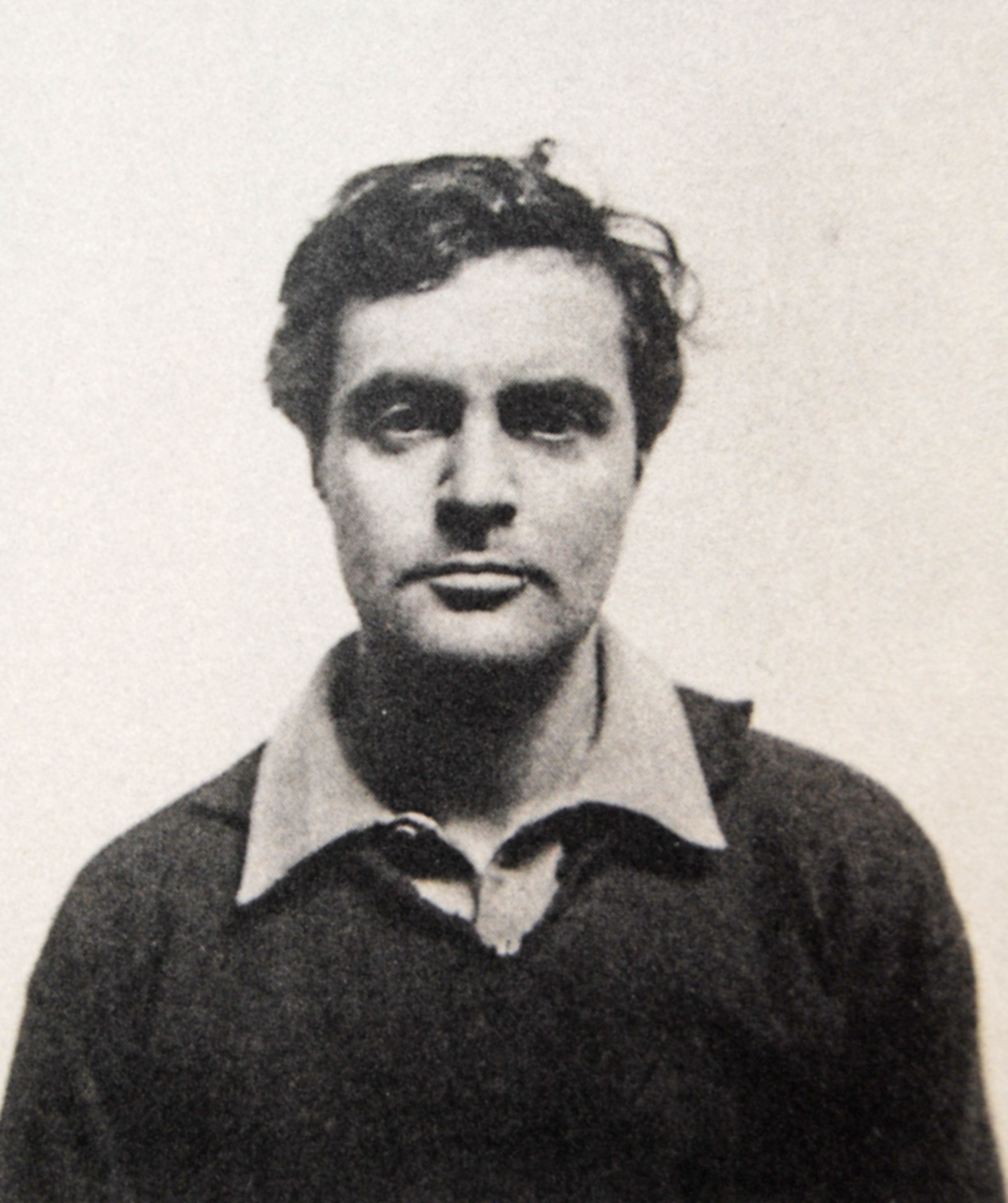
Amedeo Modigliani

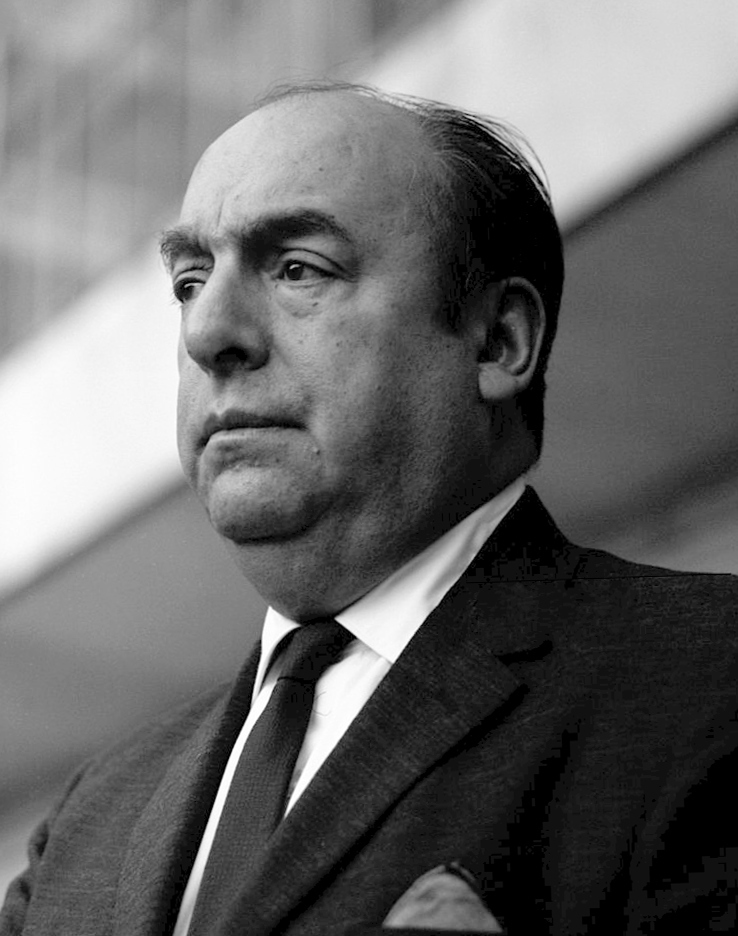
Pablo Neruda

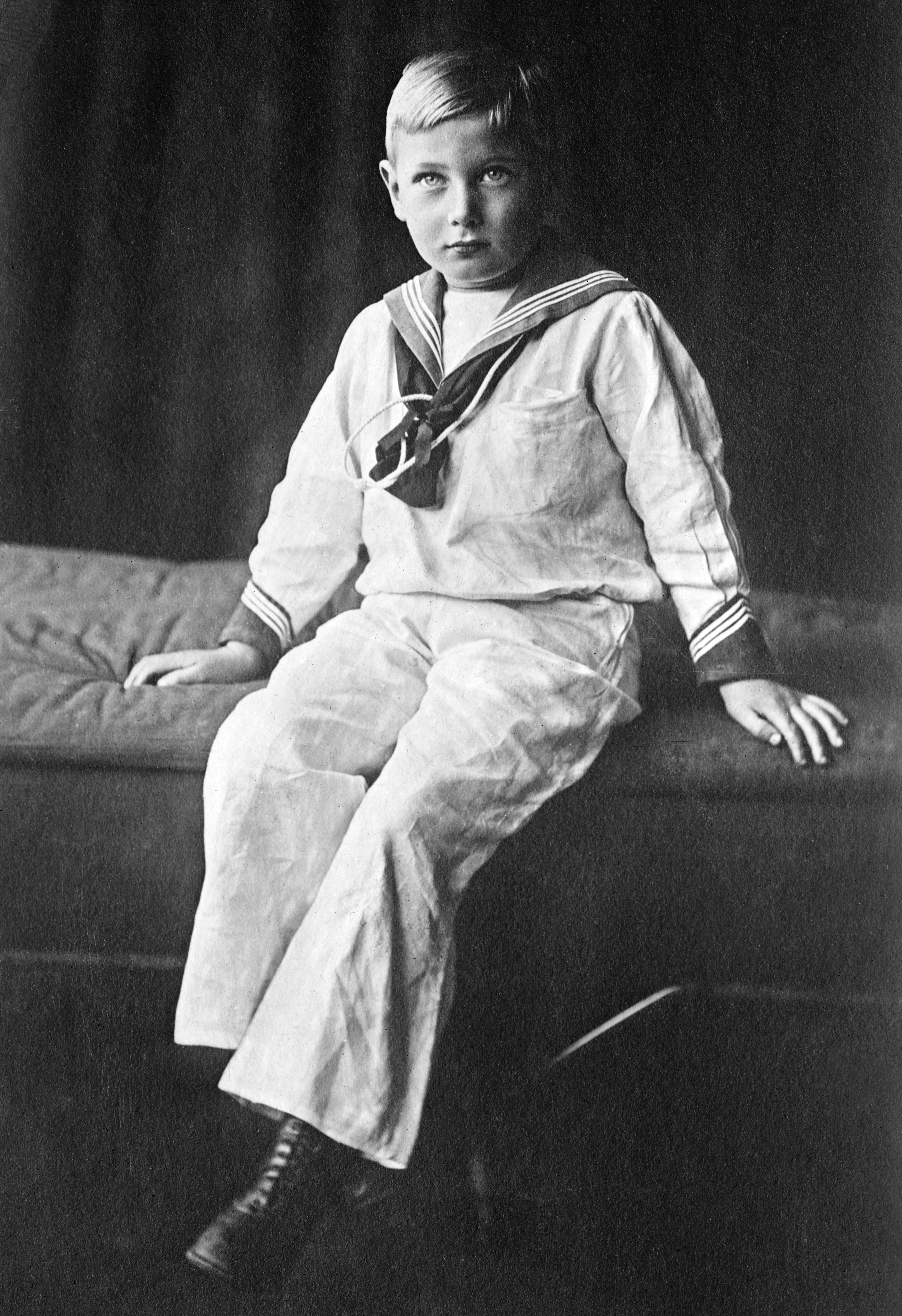
João do Reino Unido

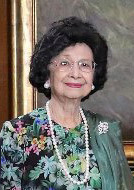
Siti Hasmah Mohamad Ali

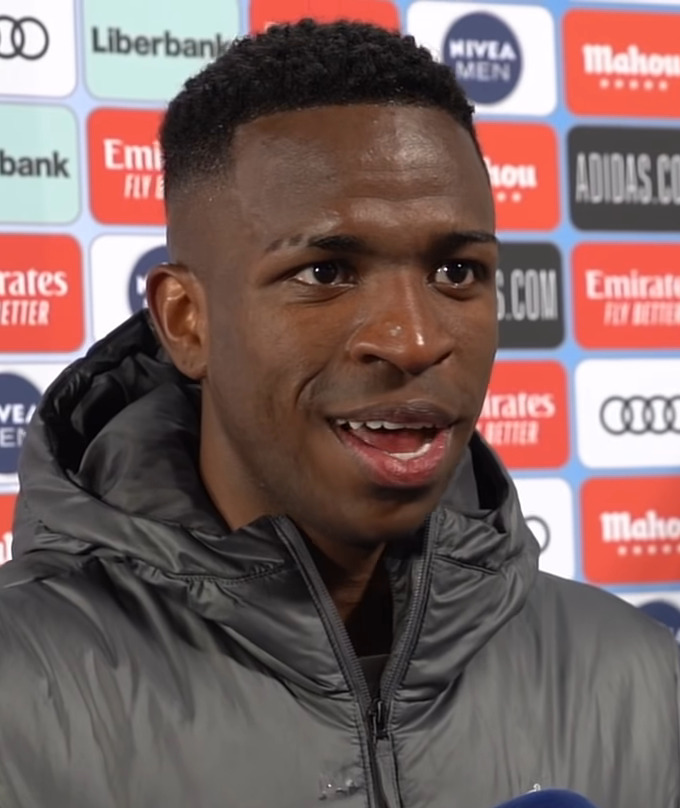
Vinícius Júnior

### Anterior ao século XIX
- 1394 — Ashikaga Yoshinori, xogum japonês (m. 1441).
- 1477 — Jacopo Sadoleto, diplomata e cardeal italiano (m. 1547).
- 1468 — Juan del Encina, poeta e compositor espanhol (m. 1529).
- 1634 — João Jorge I, Duque de Saxe-Eisenach (m. 1686).
- 1651 — Margarida Teresa de Áustria (m. 1673).
- 1657 — Frederico Guilherme III, Duque de Saxe-Altemburgo (m. 1672).
- 1730 — Josiah Wedgwood, ceramista britânico (m. 1795).
- 1751 — Júlia Billiart, santa católica francesa (m. 1816).
- 1764 — Charles Thévenin, pintor francês (m. 1838).
- 1789 — Georg Wilhelm Freyreiss, naturalista alemão (m. 1825).

### Século XIX
- 1803 — Pedro Chanel, sacerdote e santo católico francês (m. 1841).
- 1808 — Robert Main, astrônomo britânico (m. 1878).
- 1817 — Henry David Thoreau, autor, poeta e filósofo estadunidense (m. 1862).
- 1824 — Eugène Boudin, pintor francês (m. 1898).
- 1825 — Mordecai Cubitt Cooke, botânico e micologista britânico (m. 1914).
- 1832 — Henry Seebohm, empresário, explorador e ornitólogo britânico (m. 1895).
- 1836 — Franklin Dória, político e escritor brasileiro (m. 1906).
- 1843 — Nina de Callias, escritora e poetisa francesa (m. 1884).
- 1844 — Fernando de Orléans, Duque de Alençon (m. 1910).
- 1851 — Juan Gualberto González, político paraguaio (m. 1912).
- 1852 — Hipólito Yrigoyen, político argentino (m. 1933).
- 1854 — George William Butler, pastor presbiteriano, médico e missionário estadunidense (m. 1919).
- 1856 — Gisela da Áustria (m. 1932).
- 1863
  - Albert Calmette, físico francês (m. 1933).
  - Charles Cottet, pintor e gravador francês (m. 1925).
  - Paul Drude, físico alemão (m. 1906).
- 1866 — Emiliano Figueroa Larraín, político e diplomata chileno (m. 1931).
- 1868 — Stefan George, tradutor e poeta alemão (m. 1933).
- 1870 — Luís II de Mônaco (m. 1949).
- 1872
  - Emil Hácha, advogado e político tcheco (m. 1945).
  - Oscar von Sydow, político sueco (m. 1936).
- 1874 — Elsa von Freytag-Loringhoven, poetisa e artista alemã (m. 1927).
- 1876
  - Alphaeus Philemon Cole, gravador e artista plástico estadunidense (m. 1988).
  - Max Jacob, poeta, escritor, pintor e crítico literário francês (m. 1944).
- 1878 — Harold Hackett, tenista estadunidense (m. 1937).
- 1881 — Edward Potts, ginasta britânico (m. 1944).
- 1882
  - Juan Gualberto Guevara, religioso peruano (m. 1954).
  - Traian Lalescu, matemático romeno (m. 1929).
- 1884 — Amedeo Modigliani, pintor e escultor italiano (m. 1920).
- 1885 — Niels Petersen, ginasta dinamarquês (m. 1961).
- 1886 — Jean Hersholt, ator dinamarquês (m. 1956).
- 1891 — Jetta Goudal, atriz neerlandesa (m. 1985).
- 1892 — Bruno Schulz, escritor e pintor polonês (m. 1942).
- 1895 — Buckminster Fuller, arquiteto estadunidense (m. 1983).
- 1900
  - Zenón Noriega Agüero, militar e político peruano (m. 1957).
  - Anísio Teixeira, educador brasileiro (m. 1971).

### Século XX

#### 1901–1950
- 1902
  - Günther Anders, jornalista, filósofo e ensaísta alemão (m. 1992).
  - Takeichi Nishi, ginete e militar japonês (m. 1945).
- 1903 — Orígenes Lessa, escritor brasileiro (m. 1986).
- 1904 — Pablo Neruda, poeta chileno (m. 1973).
- 1905 — João do Reino Unido (m. 1919).
- 1909 — Joe DeRita, ator e comediante estadunidense (m. 1993).
- 1912
  - Laurean Rugambwa, religioso tanzaniano (m. 1997).
  - Petar Stambolić, político sérvio (m. 2007).
- 1913
  - Willis Lamb, físico estadunidense (m. 2008).
  - Malcolm Wiseman, jogador de basquete canadense (m. 1993).
- 1917 — Andrew Wyeth, pintor estadunidense (m. 2009).
- 1920
  - Vera Ralston, atriz tcheca (m. 2003).
  - Paul Gonsalves, músico estadunidense (m. 1974).
  - Beah Richards, atriz, poetisa e dramaturga estadunidense (m. 2000).
  - John Souza, futebolista estadunidense (m. 2012).
- 1925 — Yasushi Akutagawa, compositor japonês (m. 1989).
- 1926
  - Siti Hasmah Mohamad Ali, esposa do primeiro-ministro da Malásia Mahathir bin Mohamad.
  - Manfred Schroeder, físico alemão (m. 2009).
- 1927 — Paixão Côrtes, folclorista brasileiro (m. 2018).
- 1928 — Jo Myong-Rok, militar e político norte-coreano (m. 2010).
- 1929 — Tito Madi, cantor e compositor brasileiro (m. 2018).
- 1930
  - Gordon Pinsent, ator canadense (m. 2023).
  - Célestin Oliver, futebolista e treinador de futebol francês (m. 2011).
  - Guy Ligier, automobilista e empresário francês (m. 2015).
- 1932 — Eddy Wally, cantor e ator belga (m. 2016).
- 1933 — Boris Razinsky, futebolista e treinador de futebol russo (m. 2012).
- 1934 — Ken Wlaschin, escritor e historiador estadunidense (m. 2009).
- 1935 — Hans Tilkowski, futebolista alemão (m. 2020).
- 1936 — Edla van Steen, escritora brasileira (m. 2018).
- 1937
  - Lionel Jospin, político francês.
  - Bill Cosby, ator estadunidense.
  - Fritz Kehl, ex-futebolista suíço.
  - Lauro Fabiano, dublador e diretor de dublagem brasileiro (m. 2023).
- 1939 — Erwin Kräutler, bispo brasileiro.
- 1941
  - Benny Parsons, automobilista estadunidense (m. 2007).
  - Gualberto Fernández, ex-futebolista salvadorenho.
- 1944 — George Borba, ex-futebolista israelense.
- 1945
  - Dimitar Penev, ex-futebolista e treinador de futebol búlgaro.
  - André Valli, ator brasileiro (m. 2008).
- 1946
  - Almir Guineto, cantor e compositor brasileiro (m. 2017).
  - Marco Aurélio Mello, magistrado brasileiro.
- 1948
  - Jay Thomas, ator estadunidense (m. 2017).
  - Richard Simmons. preparador físico e palestrante estadunidense (m. 2024).
- 1949 — Dominique Hé, desenhista francês.
- 1950
  - Cláudia Alencar, atriz brasileira.
  - Paulo Cardoso de Almeida, dirigente de carnaval e político brasileiro.
  - Eric Carr, músico estadunidense (m. 1991).

#### 1951–2000
- 1951 — Carlos Minc, político, geógrafo, professor, ambientalista e economista brasileiro.
- 1952
  - Almir Rogério, cantor e compositor brasileiro.
  - Liz Mitchell, cantora jamaicana.
  - Eric Adams, cantor norte-americano.
- 1953 — Perivaldo, futebolista brasileiro (m. 2017).
- 1954 — Wolfgang Dremmler, ex-futebolista alemão.
- 1955 — Timothy Garton Ash, escritor e jornalista britânico.
- 1956
  - Sandi Patty, cantora norte-americana.
  - Mel Harris, atriz estadunidense.
- 1957
  - Rick Husband, astronauta estadunidense (m. 2003).
  - József Csuhay, ex-futebolista húngaro.
- 1959
  - Tupou VI, rei tonganês.
  - Charlie Murphy, ator e roteirista norte-americano (m. 2017).
- 1962 — Julio César Chávez, ex-pugilista mexicano.
- 1964 — Beat Jans, cientista ambiental e político suíço.
- 1966
  - Netinho, cantor e empresário musical brasileiro.
  - Annabel Croft, ex-tenista britânica.
- 1967
  - John Petrucci, guitarrista estadunidense.
  - Alloysius Agu, ex-futebolista nigeriano.
- 1968 — André Esteves, banqueiro e empresário brasileiro.
- 1969 — Jesse Pintado, músico mexicano (m. 2006).
- 1970 — Lee Byung-hun, ator, modelo e cantor sul-coreano.
- 1971
  - Joel Casamayor, ex-pugilista cubano.
  - Kristi Yamaguchi, ex-patinadora artística estadunidense.
  - Andrea Legarreta, atriz mexicana.
  - Nuno Feist, músico português.
- 1972
  - Lady Saw, cantora jamaicana.
  - Nill Marcondes, ator brasileiro.
  - Tibor Benedek, jogador e treinador de polo aquático húngaro (m. 2020).
- 1973 — Christian Vieri, ex-futebolista italiano.
- 1974
  - Sharon den Adel, cantora e compositora neerlandesa.
  - Mariano Baracetti, ex-jogador de vôlei de praia argentino.
  - Stelios Giannakopoulos, ex-futebolista grego.
- 1975
  - Carolina Kasting, atriz brasileira.
  - Kai Greene, fisiculturista norte-americano.
  - Cheyenne Jackson, ator, cantor e compositor estadunidense.
- 1976 — Anna Friel, atriz estadunidense.
- 1977
  - Brock Lesnar, lutador de wrestling estadunidense.
  - Marco Silva, ex-futebolista e treinador de futebol português.
  - Clayton Zane, ex-futebolista e treinador de futebol australiano.
  - Jure Golčer, ex-ciclista esloveno.
- 1978
  - Topher Grace, ator estadunidense.
  - Michelle Rodriguez, atriz estadunidense.
  - Pablo Escobar, ex-futebolista e treinador de futebol boliviano.
  - Ziad Jaziri, ex-futebolista tunisiano.
- 1980
  - Katherine Legge, automobilista britânica.
  - Luis Ortega, cineasta e roteirista argentino.
- 1981 — Abigail Spears, ex-tenista estadunidense.
- 1982
  - Antonio Cassano, ex-futebolista italiano.
  - Paloma Tocci, jornalista brasileira.
- 1983 — David Muntaner, ciclista espanhol.
- 1984
  - Yuki Takahashi, motociclista japonês.
  - Sami Zayn, lutador de wrestling canadense.
  - Natalie Martinez, modelo e atriz norte-americana.
  - Andre Begemann, ex-tenista alemão.
  - Gareth Gates, cantor britânico.
- 1985
  - Natasha Poly, modelo russa.
  - Gianluca Curci, ex-futebolista italiano.
- 1986
  - Diego Nunes, automobilista brasileiro.
  - Rommel Pacheco, ex-atleta de saltos ornamentais e político mexicano.
- 1987 — Léonard Kweuke, futebolista camaronês.
- 1988 — Hailie Sahar, atriz e cantora americana.
- 1989 — Phoebe Tonkin, atriz e modelo australiana.
- 1990
  - Bebé, futebolista cabo-verdiano.
  - Rachel Brosnahan, atriz norte-americana.
  - Filipa Areosa, atriz portuguesa.
  - Yassine El Ghanassy, futebolista belga.
  - Sebastian Seidl, judoca alemão.
- 1991
  - Erik Per Sullivan, ator estadunidense.
  - James Rodríguez, futebolista colombiano.
  - Pablo Carreño Busta, tenista espanhol.
  - Shane Ferguson, futebolista britânico.
  - Fabián Puerta, ciclista colombiano.
  - Mirza Bašić, tenista bósnio.
  - Rodrigo Battaglia, futebolista argentino.
  - Dmitry Poloz, futebolista russo.
- 1992
  - Simone Verdi, futebolista italiano.
  - Bartosz Bereszyński, futebolista polonês.
- 1993
  - Felipe Gedoz, futebolista brasileiro.
  - Emily van Egmond, futebolista australiana.
- 1995
  - Jordyn Wieber, ex-ginasta estadunidense.
  - Domen Novak, ciclista esloveno.
  - Amandine Buchard, judoca francesa.
  - Luke Shaw, futebolista britânico.
- 1996
  - Elias Martello Curzel, futebolista brasileiro.
  - Moussa Dembélé, futebolista francês.
- 1997
  - Malala Yousafzai, ativista paquistanesa.
  - Pablo Maffeo, futebolista espanhol.
- 1998 — Shai Gilgeous-Alexander, jogador de basquete canadense.
- 1999
  - Nur Dhabitah Sabri, saltadora malaia.
  - Joana Mocarzel, atriz brasileira.
  - Diego Palacios, futebolista equatoriano.
- 2000 — Vinícius Júnior, futebolista brasileiro.

### Século XXI
- 2001
  - Joalin Loukamaa, modelo e dançarina finlandesa.
  - Kaylee McKeown, nadadora australiana.
- 2002 — Nico Williams, futebolista espanhol.
- 2003 — Oscar Bobb, futebolista norueguês.
- 2006 — Kevin Vechiatto, ator e youtuber brasileiro.

## Mortes

### Anterior ao século XIX
- 0783 — Berta de Laon, rainha dos Francos (n. 720).
- 1067 — João Comneno, líder militar bizantino (n. 1015).
- 1073 — Giovanni Gualberto, santo católico italiano (n. 995).
- 1330 — Isabel de Aragão, Rainha da Germânia (n. 1300.
- 1441 — Ashikaga Yoshinori, xogum japonês (m. 1394).
- 1456 — Alfonso de Cartagena, bispo católico, diplomata, historiador e escritor espanhol (n. 1384).
- 1536 — Erasmo de Roterdã, filósofo neerlandês (n. 1466).
- 1712 — Richard Cromwell, político britânico (n. 1626).

### Século XIX
- 1804 — Alexander Hamilton, político americano (n. 1755).
- 1845 — Henrik Wergeland, escritor, poeta e orador norueguês (n. 1808).
- 1850 — Robert Stevenson, engenheiro civil britânico (n. 1772).
- 1855 — Pavel Nakhimov, almirante russo (n. 1802).

### Século XX
- 1935 — Alfred Dreyfus, oficial francês (n. 1859).
- 1906 — Henrique Alves de Mesquita, músico brasileiro (n. 1830).
- 1969 — Júlio de Mesquita Filho, jornalista brasileiro (n. 1892).
- 1979 — Minnie Riperton, cantora norte-americana (n. 1947).
- 1990 — João Saldanha, jornalista e treinador de futebol brasileiro (n. 1917).

### Século XXI
- 2001 — Paul Magloire, militar e político haitiano (n. 1907).
- 2010
  - Harvey Pekar, escritor norte-americano (n. 1939).
  - Paulo Moura, músico brasileiro (n. 1932).
  - Olga Guillot, cantora cubana (n. 1922).
- 2019 — Zazá, cantor brasileiro (n. 1952).
- 2024 — Bill Viola, videoartista estadunidense (n. 1951).
- 2025 — Jean-Claude Bernardet, ator, cineasta e crítico de cinema belgo-brasileiro (n. 1936).

## Feriados e eventos cíclicos

### Brasil
- Dia do Engenheiro Florestal.
- Dia Nacional do Funk
- Aniversário da cidade de Aracatu, Malhada de Pedras e Lajedinho - Bahia
- Aniversário da cidade de Casinhas - Pernambuco
- Aniversário da cidade de Diamante do Sul - Paraná
- Aniversário da cidade de Parazinho - Rio Grande do Norte

### Cristianismo
- Giovanni Gualberto
- Jasão de Tarso
- Luís e Zélia Martin
- Nathan Söderblom
- Sosípatro de Icônio
- Verônica de Jerusalém
- Vivencíolo

## Outros calendários
- No calendário romano era o 4.º dia (IV) antes dos idos de julho.
- No calendário litúrgico tem a letra dominical D para o dia da semana.
- No calendário gregoriano a epacta do dia é xv.